# 邹自景
邹自景（1968年9月—），河北文安人，汉族，中国共产党党员。中华人民共和国政治人物、第十三届全国人民代表大会四川地区代表。曾任中共广元市委书记，现任中共内江市委书记。
2018年2月24日，当选为第十三届全国人大代表。